# Импортёр
Импортёр — сторона в международных экономических отношениях, покупающая товары, услуги, труд, капитал, другие предметы международной торговли за рубежом, и ввозящая их в страну для использования и потребления. Так называют юридическое или физическое лицо, занимающееся ввозом товара из-за границы. То есть организация, ввозящая товары или получающая услуги из-за границы. Термин И. может быть также применен к государству, в которое в порядке импорта ввозятся товары, либо организация, ввозящая товары или получающая услуги из-за границы.
В качестве импортёра могут выступать:
- индивидуальные предприниматели
- предприятия, организации, корпорации (юридические лица)
- государства

В анализе мировой торговли товарами, работами, услугами используется понятие страны — нетто-импортёра и нетто-экспортёра. Для страны нетто-импортёра характерно существенное превышение объёма импорта над объёмом экспорта.